# Saint-Berthevin
 Saint-Berthevin  es una población y comuna francesa, en la región de Países del Loira, departamento de Mayenne, en el distrito de Laval. Es el chef-lieu y mayor población del cantón de Saint-Berthevin.

## Demografía
| 1713 | 2289 | 4897 | 5624 | 6382 | 6873 |
| Para los censos de 1962 a 1999 la población legal corresponde a la población sin duplicidades (Fuente: INSEE [Consultar]) |      |      |      |      |      |

Quinta comuna más poblada del departamento, forma parte de la aglomeración urbana de Laval

## Hermanamientos
- Wehingen  Alemania
- Minehead  Reino Unido
- Caslino d'Erba  Italia
- Ceutí  España